# قايم الدش (جازان)
قرية قايم الدش أو قائم الدش، إحدى قرى منطقة جازان وهي قرية سكنية تابعة لمحافظة صبيا جنوب غرب السعودية.، تبعد 10 كم باتجاه الجنوب الغربي من مدينة بيش.

## الموقع
تقع قرية قايم الدش على بالقرب من وادي بيش الواقع غرب القرية الذي يبعد عنها حوالي 1 كيلومتر، وتبعد حوالي 65 كيلومترا بالاتجاه الشمالي الشرقي من مدينة جازان، لها عند خط طول 42 درجة وخط العرض 17 درجة.

## وصلات خارجية
- بيانات المجلس البلدي من الأمانة العامة لشؤون المجالس البلدية.
- حصر الخدمات بالمدن والقرى بمنطقة جازان. نسخة محفوظة 25 يناير 2020 على موقع واي باك مشين.
- دليل الخدمات بمنطقة جازان.
- مصلحة الإحصاءات العامة والمعلومات.